# Playa de Utah

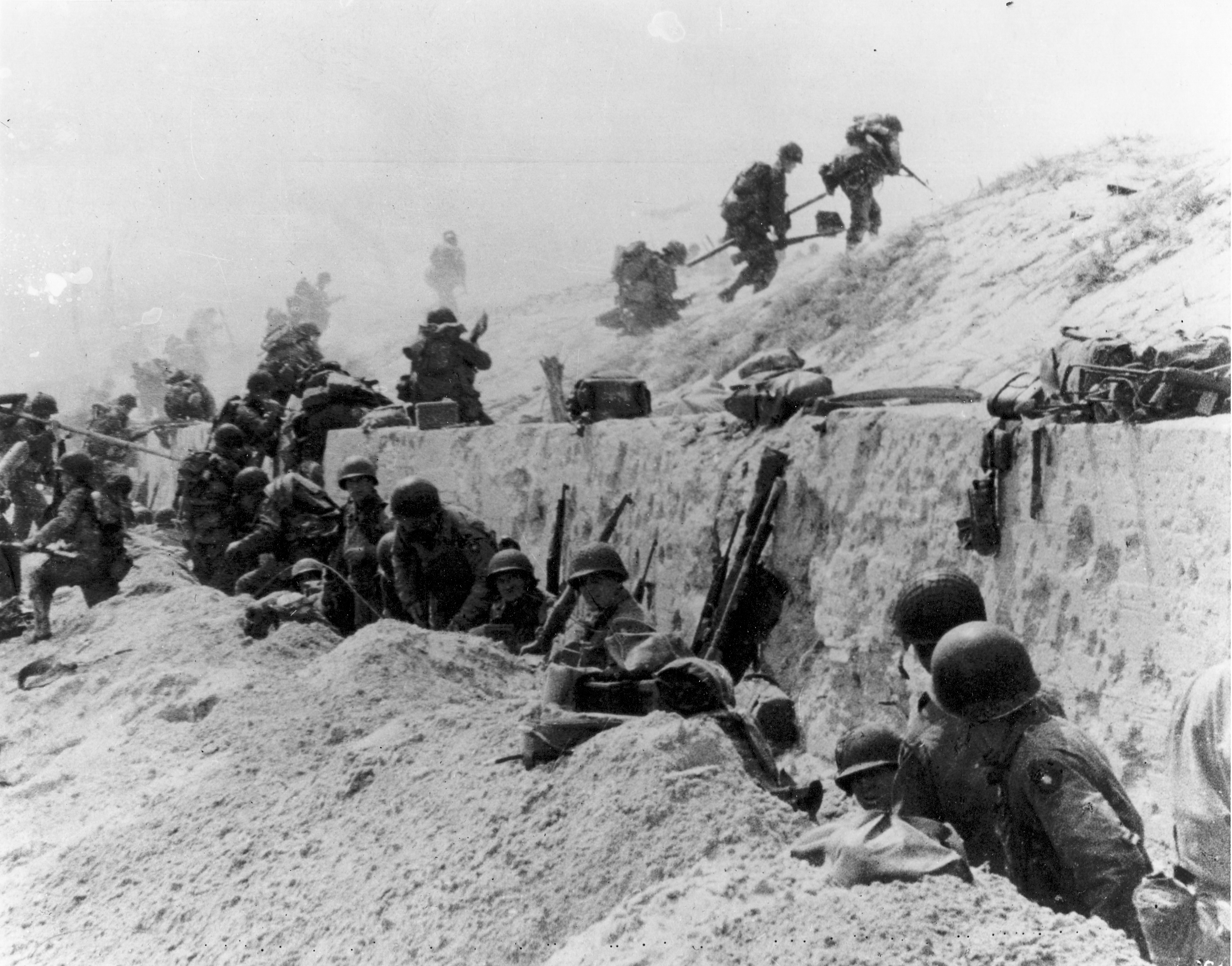
Soldados estadounidenses de la 8.ª Infantería, 4.ª División de Infantería avanzan sobre el malecón en Utah.

Playa de Utah (en inglés: Utah Beach) es el nombre en clave que recibió uno de los tramos de costa durante el llamado desembarco de Normandía, el 6 de junio de 1944. La de Utah es la más occidental de las 5 playas normandas, situada entre las poblaciones de Pouppeville y La Madeleine, al oeste de la Playa de Omaha. 

## Desarrollo
El desembarco de las tropas estadounidenses en realidad se produjo un kilómetro al sur del objetivo señalado, debido al humo del bombardeo naval; sin embargo las defensas del enemigo estaban menos concentradas allí, lo que supuso solamente 197 bajas estadounidenses entre muertos y heridos. Por este motivo, Utah fue la playa que tuvo las bajas más leves del Día D y fue tomada en el menor tiempo posible. También es cierto que la altamente preparada 4.ª División norteamericana se encontró con una resistencia mediocre por parte de las unidades alemanas, cuyas mejores unidades en la zona habían sido enviadas a combatir al Frente oriental. A diferencia de lo que ocurrió en la Playa de Omaha, en Utah el bombardeo aliado preliminar había sido altamente efectivo. Aun así, las defensas alemanas lograron infligir numerosas bajas a los americanos al destruir o hundir varias unidades de transporte anfibio, con la pérdida de 750 hombres.
Además del desembarco anfibio, también tuvo lugar el lanzamiento de un gran número de paracaidistas sobre la retaguardia alemana, durante la madrugada del 6 de junio. Dos horas después de su lanzamiento, la 82.ª División Aerotransportada ya había logrado capturar varios cruces de caminos importantes en Sainte-Mère-Église, pero los paracaidistas fracasaron en su misión de neutralizar la línea defensiva alemana en torno a Merderet. Los defensores alemanes se vieron sorprendidos por el lanzamiento de paracaidistas, y una vez pasada la sorpresa tampoco supieron reaccionar.